# Восточний (Мелеузівський район)
Восто́чний (рос. Восточный, башк. Восточный) — присілок у складі Мелеузівського району Башкортостану, Росія. Входить до складу Абітовської сільської ради.
Населення — 328 осіб (2010; 376 в 2002).
Національний склад:
- башкири — 72%